# Ana Betancourt

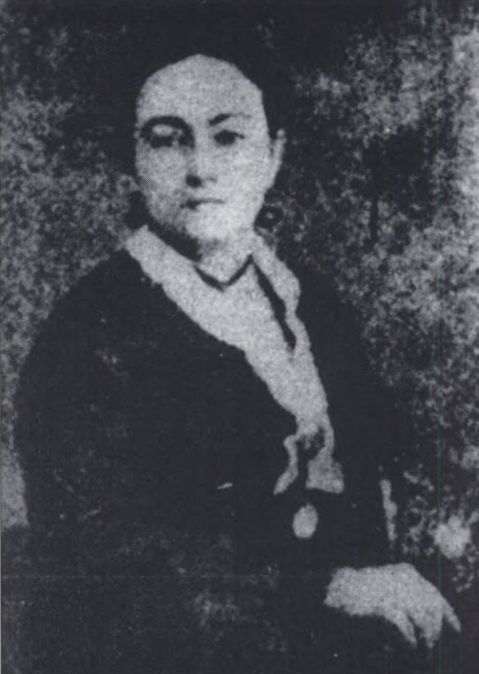
Ana Betancourt, unbekannter Fotograf

Ana Betancourt, voller Name Ana María de Jesús de la Solidad Betancourt Agramonte (* 14. Dezember 1832 in Camagüey, Kuba; † 7. Februar 1901 in Madrid) war eine kubanische Unabhängigkeitskämpferin, die eine führende Rolle im Unabhängigkeitskrieg Kubas von Spanien hatte.  Sie ist im kommunistischen Kuba eine Nationalheldin.

## Leben
Ana Betancourt stammte aus einer wohlhabenden Landbesitzerfamilie und erhielt die typische Ausbildung für eine angehende Hausherrin eines Landbesitzes sowie Kenntnisse in der französischen und englischen Sprache und andere kulturelle Bildung. Am 17. August 1854 heiratete sie den ebenfalls aus eine bekannten Familie stammenden Ignacio Mora de la Pera in der Kirche von La Soledad.
Der Zehnjährige Krieg, der erste kubanische Unabhängigkeitskrieg von Spanien begann im Jahr 1868. Mora schloss sich bereits im November 1868 Ignacio Agramonte an, wenige Tage nach dem Aufruf von Carlos Manuel de Céspedes in seiner Zuckermühle La Demajagua in Manzanillo. Der Krieg entwickelte sich in einen Guerillakrieg mit erheblichen Risiken auch für die Familien und Angehörigen der Mambises. Daher spielten auch die Frauen als politische Agitatorinnen, Krankenschwestern und Kämpferinnen eine bedeutende Rolle im Krieg. Ana Betancourt, obwohl an solche Entbehrungen nicht gewöhnt, lebte mit den Revolutionären im Wald. Sie war eine der ersten, die sich dann explizit für die Frauen in Kuba einsetzte. Im April 1869 hielt sie eine Rede vor der Verfassungsversammlung in Guáimaro, in der sie die Frauenemanzipation mit der Abschaffung der Sklaverei und dem Kampf gegen den Kolonialismus verknüpfte.

«Ciudadanos: aquí todo era esclavo; la cuna, el color, el sexo. Vosotros queréis destruir la esclavitud de la cuna peleando hasta morir. Habéis destruido la esclavitud del color emancipando al siervo. Llegó el momento de libertar a la mujer.»

„Bürger: Hier war alles versklavt; nach Abstammung, nach Hautfarbe, nach Geschlecht. Ihr wollt die Sklaverei der Abstammung zerstören durch den Kampf bis zum Tod. Ihr habt die Sklaverei nach Hautfarbe durch Freilassung zerstört. Die Zeit ist gekommen, die Frauen zu befreien.“

Am 9. Juli 1871 wurden sie und ihr Mann, der erkrankt ist, von den spanischen Truppen in La Rosalía, in der Nähe von Chorrillo überrascht und gefangen genommen. Mora kann entkommen aber Betancourt wird als Gefangene in ein Lager in der Nähe von Santa Cruz del Sur gebracht, wo sie sich aufgrund der schlechten Bedingungen eine Rheuma-Erkrankung zuzieht. Im Herbst 1871 zum Exil in Spanien verurteilt, wird sie über New York nach Spanien gebracht. Dort verbrachte sie den Rest ihres Lebens und sah ihren Mann nie wieder. Aus ihrem Exil unterstützte sie weiterhin die Sache der kubanischen Unabhängigkeit unter anderem mit dem Sammeln von Geld.
Im Alter von 69 Jahren wollte sie 1901 in ihr Heimatland zurückkehren, aber sie erkrankte an einer Lungenentzündung und starb, bevor sie ihre Reise antreten konnte. Ihre sterblichen Überreste wurden in Spanien beigesetzt. 1968 wurde sie exhumiert und auf dem Cementerio Cristóbal Colón in Havanna beigesetzt.

## Nachleben
An sie erinnert in der modernen Republik Kuba der Orden Ana Betancourt, der an kubanische Frauen verliehen wird, die „revolutionäre und internationalistische Verdienste oder antiimperialistische Treue oder große Verdienste in einem Arbeitsbereich, der zum nationalen Interesse beiträgt“, gezeigt haben. Ursprünglich war dies die höchste Auszeichnung der Federación de Mujeres Cubanas (FMC); 1979 wurde der Orden dann eine offizielle staatliche Auszeichnung, die auch international vergeben wird.
Die kubanischen Ana-Betancourt-Schulen für Mädchen auf dem Land sind nach ihr benannt.
Judy Chicago widmete ihr eine Inschrift auf den dreieckigen Bodenfliesen des Heritage Floor ihrer 1974 bis 1979 entstandenen Installation The Dinner Party. Die mit dem Namen Ana Betancourt beschrifteten Porzellanfliesen sind dem Platz mit dem Gedeck für Sacajawea zugeordnet.